# Municipio de Ruth B Rural
El municipio de Ruth B Rural (en inglés: Ruth B Rural Township) es un municipio ubicado en el condado de Stone en el estado estadounidense de Misuri. En el año 2010 tenía una población de 3268 habitantes y una densidad poblacional de 89,56 personas por km².

## Geografía
El municipio de Ruth B Rural se encuentra ubicado en las coordenadas 36°38′9″N 93°26′42″O / 36.63583, -93.44500. Según la Oficina del Censo de los Estados Unidos, el municipio tiene una superficie total de 36.49 km², de la cual 26.26 km² corresponden a tierra firme y (28.02%) 10.22 km² es agua.

## Demografía
Según el censo de 2010, había 3268 personas residiendo en el municipio de Ruth B Rural. La densidad de población era de 89,56 hab./km². De los 3268 habitantes, el municipio de Ruth B Rural estaba compuesto por el 98.04% blancos, el 0.06% eran afroamericanos, el 0.46% eran amerindios, el 0.46% eran asiáticos, el 0.03% eran isleños del Pacífico, el 0.21% eran de otras razas y el 0.73% pertenecían a dos o más razas. Del total de la población el 1.65% eran hispanos o latinos de cualquier raza.